# Ryan Silverman
Ryan Silverman (1978) è un attore canadese, noto soprattutto come interprete di musical a Broadway.

## Biografia
Nato e cresciuto in Canada, Ryan Silverman si è trasferito negli Stati Uniti nei primi anni 2000 per unirsi alla tournée nazionale del musical Mamma Mia!, in cui interpretava il giovane Sky. Negli anni successivi recitò nei ruoli principali di Tony e Jimmy Smith in produzioni regionali di West Side Story (Beverly, 2003) e Thoroughly Modern Millie (Beverly, 2005), prima di unirsi al cast del musical Wicked in scena a Chicago nel 2005. L'anno successivo fece il suo esordio alla New York City Opera nel musical The Most Happy Fella, a cui seguì il ruolo del protagonista Danny Zuko in Grease a Pittsburgh (2006) e quello del visconte Raoul de Chagny nel musical The Phantom of the Opera a Las Vegas (2007). Nel 2008 fece il suo debutto a Broadway con il musical Cry-Baby e nell'agosto dello stesso anno esordì sulle scene londinesi in un revival di West Side Story al Sadler's Wells Theatre, in cui Silverman tornò ad interpretare il protagonista Tony. Nel 2009 tornò a recitare a New York in Music in the Air al New York City Center e nell'aprile dello stesso anno fece il suo ritorno a Broadway per interpretare Raoul in The Phantom of the Opera al Majestic Theatre, un ruolo che interpretò ininterrottamente fino al dicembre 2010.
Nel 2013 ottenne il successo di critica e pubblico quando interpretò il protagonista Giorgio nel musical Passion in scena nell'Off Broadway e per la sua interpretazione fu candidato al Drama League Award e al Drama Desk Award al miglior attore protagonista in un musical. Dopo aver recitato in un'edizione concertistica di She Loves Me a Katonah, Silverman tornò a Broadway per interpretare l'avvocato Billy Flynn nel musical Chicago, rimanendo nel cast dall'agosto del 2013 al gennaio 2014; Silverman tornò a recitare in Chicago a Broadway anche nell'autunno 2014, nella primavera del 2016 e per tre mesi nel 2019. Nel maggio 2014 interpretò Lancillotto nel musical Camelot al Kennedy Center di Washington e nell'ottobre dello stesso anno tornò a Broadway per interpretare Terry Connor in un revival di Side Show; per la sua interpretazione, Silverman ottenne una seconda nomination al Drama Desk Award, questa volta come migliore attore non protagonista in un musical. Nel 2016 ha fatto il suo debutto sulle scene parigine, tornando ad interpretare Giorgio nel musical Passion in un allestimento del Théâtre du Châtelet con Natalie Dessay. Successivamente, l'attore è tornato a ricoprire ruoli principali in musical dell'Off Broadway e in produzioni regionali, tra cui Into the Woods (Saint Louis, 2015), Finian's Rainbow (New York, 2016), A Comedy of Tenors (Millburn, 2017) e Ragtime (Huston, 2019).
Ryan Silverman è sposato con la coreografa Kim Craven dal 2005 e la coppia ha una figlia.

## Filmografia

### Cinema
- È complicato (It's Complicated), regia di Nancy Meyers (2009)
- Sex and the City 2, regia di Michael Patrick King (2010)
- Five Minarets in New York (Turkish: New York’ta Beş Minare), regia di Mahsun Kırmızıgül (2015)

### Televisione
- Beggars and Choosers - serie TV, 2x7 (2000)
- Il richiamo della foresta - serie TV, 1x7 e 1x11 (2000)
- Stargate SG-1 - serie TV, 5x9 (2001)
- The Heart Deparment - film TV (2001)
- Gossip Girl - serie TV, 4x17 (2011)
- The Good Fight - serie TV, 1x4 (2017)
- Suits - serie TV, 8x6 (2018)